# Dåsholmen
Dåsholmen est une île norvégienne du comté de Hordaland appartenant administrativement à Austevoll.

## Description
Rocheuse et désertique à l'exception de quelques arbres sur sa pointe sud, elle s'étend sur environ 325 m de longueur pour une largeur approximative de 202 m.